# 1,2,3,5-テトラヒドロキシベンゼン
1,2,3,5-テトラヒドロキシベンゼン(1,2,3,5-tetrahydroxybenzene)は、ベンゼンテトロールの位置異性体の内の一つである。バクテリアの一種であるペロバクター・アシディガリシは、トリヒドロキシベンゼンを分解することができる。それが持つピロガロールヒドロキシトランスフェラーゼを1,2,3,5-テトラヒドロキシベンゼンと1,2,3-トリヒドロキシベンゼン（ピロガロール）に使うと、1,3,5-トリヒドロキシベンゼン（フロログルシノール）と1,2,3,5-テトラヒドロキシベンゼンが生成する。